# Австралийско-финляндские отношения
Австралийско-финляндские отношения — двусторонние отношения между Австралией и Финляндией. Дипломатические отношения были установлены 31 мая 1949 г. Австралия представлена в Финляндии через своё посольство в Стокгольме и через консульство в Хельсинки. Финляндия имеет посольство в Канберре.

## Торговля
Объем двусторонней торговли в 2008 году составил A$ 2,1 млрд (Финляндия занимает 31 место среди торговых партнеров Австралии). Экспорт Австралии в Финляндию составил A$ 1.1 млрд. Австралия в основном экспортирует руды, уголь, концентраты никелевых, соли неорганических кислот и металлов. Экспорта Финляндии в Австралию составил более A$ 1 млрд, что включает в себя бумагу, картон, гражданское инженерное оборудование, специализированные машины и комплектующие.

## Официальные визиты
Президент Тарья Халонен посетила Австралию в феврале 2007 года и встретилась с премьер-министром Джоном Ховардом.